# シェルブール襲撃
シェルブール襲撃（シェルブールしゅうげき、英語: Raid on Cherbourg）は、七年戦争中の1758年8月、イギリス海軍によるフランス海岸への上陸およびシェルブール＝オクトヴィルへの攻撃。イギリスのフランス海岸襲撃政策の一部であった。

## 背景
1757年以降、イギリスの戦争遂行策は海軍の優位を利用してフランス海岸を襲撃し、フランス軍を牽制してドイツから離れさせることであり、イギリスの同盟国であるプロイセン王国、ハノーファー選帝侯領、ブラウンシュヴァイク＝リューネブルクへの圧力の軽減を目的とした。1757年秋、イギリスによるロシュフォール襲撃はフランスの島を1つ占領したが、ロシュフォールの町は占領せずにおわった。1758年、ブラウンシュヴァイク公は同盟軍が退却を続けていたことを理由として、イギリスに襲撃の実行を要請した。イギリスはそれに応じ、海軍大臣の初代アンソン男爵が南イングランドで遠征軍を集結し、6月にサン・マロ襲撃を実行した。この襲撃が成功したことでイギリスはさらなる襲撃を計画、王太子ジョージの弟ヨーク・オールバニ公エドワード・オーガスタスが遠征に参加することを公表した。

## 襲撃
襲撃に参加したイギリス陸軍の指揮官はトマス・ブライ中将で、海軍の指揮官はリチャード・ハウだった。遠征軍はノルマンディー沿岸の港を脅かしたのち、8月7日にシェルブール沖に到着した。天気などの状況もよく、遠征軍のウルヴィル＝ナックヴィル上陸は無事成功し、シェルブールの少数なフランス守備軍を蹴散らしてシェルブールを占領、その砦と港を破壊した。イギリス軍は上陸からちょうど1週間後の8月16日に撤退した。

## その後
襲撃の成功はイギリスの士気を上げ、新聞では百年戦争以来はじめての上陸成功と報じられた。ウィリアム・ピットはこの襲撃を計画したが、これが大成功を収めたことでさらなる襲撃を強く主張した。1758年9月、ブライはサン・マロを占領しようとしたが、天気が悪かったため軍の一部しか上陸できず、数で上回るフランス軍に攻撃された。ブライはサン＝カスの戦いで辛くも上陸軍を乗船させることができたが、イギリスは戦後に襲撃をやめ、ドイツで直接フランス軍と戦う戦略をとった。
いずれにせよ、襲撃はフランスの士気を下げ、フランス・メトロポリテーヌ全体がイギリス海軍の脅威にさらされていることをフランス人の脳裏に焼き付けたため成功したといえる。フランスは脅威を取り除くためにイギリスの本土侵攻を計画したが、海戦の敗北により計画は破棄された。